# Эфрусси, Беатриса
Беатриса Эфрусси де Ротшильд (фр. Béatrice Ephrussi de Rothschild; 14 сентября 1864, Париж — 7 апреля 1934, Давос) — баронесса из династии Ротшильдов, коллекционер предметов изобразительного искусства.
Беатриса Ротшильд родилась в 1864 году в Париже в семье Альфонса Ротшильда. В 1883 году Беатриса вышла замуж за банкира и финансиста Мориса Эфрусси (1849—1916) из знаменитого одесского купеческого семейства Эфрусси, бывшего другом её родителей.
В 1905 году Беатриса, после смерти своего отца, приобрела 7 гектаров земли на мысе Сен-Жан-Кап-Ферра и приступила к постройке виллы своей мечты. Строительство продолжалось 7 лет, за время строительства Беатриса сменила около 20 архитекторов. В 1912 году вилла Эфрусси-де-Ротшильд, названная Беатрисой Иль-де-Франс (фр. Ile de France — «французский остров») приняла первых гостей. Беатриса, известная своей любовью к коллекционированию, украсила виллу предметами искусства XV—XVIII веков.
После смерти Беатрисы в 1934 году вилла и все собранные ею предметы искусства, находившиеся в её различных французских именьях, были переданы по завещанию владелицы Французской Академии Изящных Искусств.
Стала одним из персонажей выставки, посвященной семейству Эфрусси, в Еврейском музее Вены в 2020 году.